# Эриу
Э́риу (др.‑ирл. Ériu, в родительном падеже Érenn) — в ирландской мифологии женщина из племени Туата Де Дананн, мать Бреса, эпонимная богиня Ирландии. Вместе с ней эпонимными богинями были также Банба и Фодла, но прижилось имя Эриу, которое чаще всего использовалось для обозначения ирландской земли в сагах. Именем Банбы Ирландия названа, например, в «Старине мест». По всей видимости, Банба и Фодла — лишь ипостаси Эриу, поскольку ирландцам было свойственно утроение своих богов, как, впрочем, это делали и другие народы.

## Эрин — имя Ирландии в сагах
В сагах говорится, что когда Сыновья Миля завоёвывали Ирландию, в своём походе они встречали по очереди Банбу и Фодлу, каждая из которых просила назвать остров её именем. Когда же гойделы дошли до Уснеха, центральной точки страны, они встретили третью богиню, Эриу, которая обратилась к Сыновьям Миля с приветственными словами, говоря, что приход гойделов был предвиден мудрецами. Но одному из захватчиков не понравились слова богини. Он считал, что своей победой Сыновья Миля обязаны только своим богам, на что Эриу ответила: «Не годится говорить тебе так, ибо тогда не принесёт вам блага этот остров, и не будет умножаться здесь ваше потомство. Исполните же мою просьбу, о, потомки Миля и род Брегона, пусть зовётся этот остров моим именем!» Поэт Амергин, который до этого обещал двум предыдущим богиням выполнить их просьбу, дал теперь обещание Эриу. Впоследствии гойделы обратятся в песне к ирландской земле под именем Эрин (одна из форм имени Эриу), что разрушит чары туатов и остановит бурю.

## Боги, управляющие плодородием
В легенде об Эриу и Сыновьях Миля отражается вера ирландцев в то, что производящие силы Ирландии и её изобилие находится во власти племён богини Дану, отчего, вероятно, в христианские времена они были сведены до уровня духов плодородия. Интересно, что такую же роль по отношению к Туата Де Дананн играли фоморы. Когда Племена богини Дану одержали верх над этими демонами, Туатам удалось пленить Бреса. Пленник обещал, что если его пощадят, то «вовек не иссякнет молоко у коров Ирландии». Но бог Луг, после совета с друидами ответил Бресу, что тот больше не властен над коровами страны. Тогда Брес пытался откупиться от казни, увеличив урожайность страны, но этим даром воспользоваться было нельзя, поскольку ирландцы всё равно бы не успели собрать новый урожай, которой растёт с такой скоростью. В итоге Брес откупился секретами земледелия.